# ناحیه الهاشم

ناحیه الهاشم در نقشه

ناحیه الهاشم (به عربی: دائرة الهاشم) یک ناحیه در الجزایر است که در استان معسکر واقع شده‌است.